# Asociación Argentina de Hispanistas

La Asociación Argentina de Hispanistas (AAH) fue creada en 1986 en la ciudad de Buenos Aires, capital de Argentina, con el propósito de promover el estudio de la lengua castellana o española, la literatura y la cultura hispánicas, sobre todo de la propia Argentina. El encuentro fundacional se llevó a cabo en Bahía Blanca, organizado por la Universidad Nacional del Sur y a partir de ese momento se celebraron congresos trianuales en distintas universidades del  país, tales como Cuyo (1989 y 2007), Buenos Aires (1992), Mar del Plata (1995), Córdoba (1998), San Juan (2001), Tucumán (2004) y La Plata (2010). Recorriendo los índices de las voluminosas actas de cada congreso, en la que fue posible apreciar tanto la envergadura y el nivel académico de la producción crítica del hispanismo argentino, como apreciar los intereses temáticos, el estado de diferentes proyectos de investigación en desarrollo y los enfoques críticos dominantes del país sudamericano.
Actualmente la República Argentina, cuenta con la Academia Argentina de Letras, miembro de la Asociación de Academias de la Lengua Española (ASALE) desde 1931.